# Nowyj Tartas
Nowyj Tartas (ros. Новый Тартас) – wieś (sieło) w Rosji, w obwodzie nowosybirskim, w rejonie wiengierowskim. W 2010 liczyła 1158 mieszkańców.